# Eulenburg (Bergisch Gladbach)
Eulenburg ist ein Ortsteil im Stadtteil Sand von Bergisch Gladbach.

## Geschichte
Die Eulenburg ist eine neuzeitliche Hofgründung, die schon im Urkataster an der Landstraße nach Wipperfürth verzeichnet ist. Sie zählte im Jahr 1858 elf Bewohner. Bis 1905 hatte sich die kleine Hofstelle zu einem Weiler entwickelt. Der Name hat nichts mit der Vogelordnung der Eulen zu tun, vielmehr handelt es sich um eine abgewandelte Variante des Flurnamens Erlenbroich. In der Gewannenbezeichnung Irlenbroichs Wiese hat sich der Name in seiner ursprünglichen Form bewahrt. Somit verweist der Name auf einen Erlenbestand im sumpfigen Gelände des Strunderbachtals.
Der Ort auf der Preußischen Uraufnahme von 1840 ohne Namen verzeichnet. Ab der Preußischen Neuaufnahme von 1892 ist er auf Messtischblättern regelmäßig als Eulenburg verzeichnet. 
| Jahr | Einwohner | Wohn- gebäude | Kategorie |
| ---- | --------- | ------------- | --------- |
| 1871 | 16        | 2             | Hofstelle |
| 1885 | 29        | 3             | Wohnplatz |
| 1895 | 25        | 4             | Wohnplatz |
| 1905 | 24        | 6             | Wohnplatz |